# Hitman 3
« World of Assassination » redirige ici. Vous pouvez créer un article séparé sur ce sujet.
Pour les articles homonymes, voir Hitman.
 (février 2023).
Si vous disposez d'ouvrages ou d'articles de référence ou si vous connaissez des sites web de qualité traitant du thème abordé ici, merci de compléter l'article en donnant les références utiles à sa vérifiabilité et en les liant à la section « Notes et références ».
Hitman 3 est un jeu vidéo d'action-aventure et d'infiltration développé et édité par IO Interactive, sorti le 20 janvier 2021 sur PC, PlayStation 4, PlayStation 5, Xbox One, Xbox Series. Le jeu est également jouable sur Stadia et Nintendo Switch via le cloud gaming, ainsi qu'en réalité virtuelle grâce au PlayStation VR.
Il fait partie de la série de jeux vidéos Hitman. Troisième et dernière partie de la trilogie World of Assassination, il fait suite aux jeux Hitman (2016) et Hitman 2 (2018). Selon les développeurs, le jeu est « beaucoup plus mature, sérieux et sombre » que les précédents épisodes de la trilogie.
Le jeu est renommé le 26 janvier 2023 pour devenir World of Assassination et inclut maintenant les deux premiers jeux de la trilogie directement à l'achat, ainsi que le mode Freelancer.
La campagne principale du jeu est jouable hors-ligne en totalité, mais certains aspects et modes de jeu additionnels nécessitent une connexion Internet.  

## Histoire
Dans Hitman 3, l'histoire se développe à la fois au cours des missions, grâce aux différents dialogues et rebondissements, mais aussi avec les cinématiques ayant lieu entre chacun des niveaux, qui introduisent les nouveaux évènements et les avancées dans le scénario (nouvelles alliances, trahisons, morts de personnages...).

### Campagne principale

#### Cinématique d'introduction
Dans cette première cinématique, le jeu résume les éléments déjà connus : 47 et Lucas Grey ont été tous deux au service de Providence, une organisation secrète qui contrôle les gouvernements, l'économie et l'opinion, mais ils ont fini par se rendre compte qu'il combattaient du mauvais côté et sont maintenant engagés dans une quête pour détruire Providence. Pour cela, il faut éliminer les partenaires, qui constituent le cœur du pouvoir de Providence et Le Constant, leur chef. On apprend également que ce dernier, qui était leur prisonnier, s'est échappé. 
Côté image, les deux personnages roulent jusqu'à leur futur théâtre d'opération : Dubaï. Alors qu'ils sautent en parachute pour atteindre le plus haut gratte-ciel de la ville, leur objectif, ils manquent d'être percutés par l'hélicoptère d'une des cibles, Alexa Carlisle, qui s'enfuit, étant au courant du danger qui la menace. Les objectifs de la mission restent cependant inchangés.

#### Sur le toit du monde (On top of the world) (Dubaï,Émirats arabes unis)
Premier lieu du jeu, « Sur le toit du monde » est la première mission annoncée aux joueurs lors du premier teaser d'Hitman 3. Dans cette mission, on peut retrouver l'Agent 47 arrivant sur les lieux par voie aérienne, à la suite d'un saut en parachute. Il infiltre alors une immense tour de la ville, le « Burj Al-Ghazali » ou « Sceptre », inspiré du célèbre Burj Khalifa, plus haute tour du monde. L'objectif de 47 est alors d'assassiner Carl Ingram et Marcus Stuyvesant, deux des partenaires : personnages reliés à l'organisation Providence (antagoniste principal de la série).
Cette mission permet d'introduire le joueur à de nouvelles mécaniques, non-présentes dans le dernier opus. Premièrement, le joueur découvre qu'il dispose d'un nouvel outil permanent, un appareil photo-caméra, permettant notamment d'obtenir des informations sur certains personnages ou de déverrouiller portes et fenêtres connectées. La seconde nouvelle mécanique est celle des coffres forts. À la différence des derniers opus, les coffres-forts disposés dans les diverses niveaux de Hitman 3 sont déverrouillables via des codes, que le joueur doit trouver en amont, le plus souvent dans le décor même.

#### Mort dans la famille (Death in the Family) (Dartmoor,Royaume-Uni)
Après avoir quitté Dubaï, c'est au Royaume-Uni que 47 intervient, et plus précisément à Dartmoor, situé au cœur du Wessex. Son premier objectif est d'éliminer Alexa Carlisle, directement liée à l'organisation Providence. Pour se faire, le joueur dispose de plusieurs intrigues, dont une qui avait été annoncée plusieurs mois à l'avance par IO Interactive, les développeurs du jeu. Dans cette intrigue spéciale, 47 peut prendre la tenue d'un enquêteur de Scotland Yard pour enquêter sur le meurtre du frère d'Alexa Carlisle. Plusieurs choix s'offrent à lui en fonction des preuves découvertes et l'on peut voir une véritable référence au célèbre jeu de plateau, Cluedo. Le second objectif du joueur est de récupérer un dossier contenant des informations importantes au sujet de Providence.

#### Prédateur perché (Apex Predator) (Berlin,Allemagne)
Pour la troisième mission du jeu, 47 débarque en Allemagne, dans la banlieue de la capitale, Berlin. C'est dans l'atmosphère d'une rave party au cœur d'une centrale électrique désaffectée que 47 doit réaliser une mission bien particulière. En effet, première dans la série Hitman, aucune cible n'est préalablement définie et c'est au joueur de trouver 5 membres de l'ICA, désormais liée à Providence. Par conséquent, les possibilités sont nombreuses étant donné que la carte dispose, dans les faits, de plus de 10 cibles potentielles. 

#### La fin d'une ère (End of an era) (Chongqing,Chine)
Direction la Chine, plus précisément Chongqing pour la quatrième mission de cet opus. 47 doit faire face à deux cibles : Hush et Imogen Royce, liés aux activités des serveurs de données de l'ICA. Une fois les cibles éliminées, 47 doit détruire certaines données de l'ICA le concernant. Toutefois, une fois la mission réalisée une première fois, cet objectif devient secondaire, ce qui veut dire que le joueur n'est plus obligé de le réaliser pour quitter la mission.

#### L'adieu (The Farewell) (Mendoza,Argentine)
Après avoir réussi sa mission en Chine, 47 part en Argentine pour y éliminer, une nouvelle fois, deux cibles : Tamara Vidal et Don Archibald Yates. Cette mission est assez particulière puisque, comme dans la mission « La Société de l'Arche » de Hitman 2, il existe également une personne que 47 ne doit surtout pas éliminer. Il s'agit de Diana Burnwood, fidèle acolyte de 47 depuis ses premières missions. Si le joueur tente d'éliminer Diana, la mission s'arrête quelle que soit l'avancée du joueur dans le niveau.

#### Intouchable (Untouchable) (Carpates,Roumanie)
C'est la région des Carpates, en Roumanie, qui accueille le dernier niveau de Hitman 3 ainsi que de la trilogie Hitman. Cette carte linéaire correspond en réalité à un train en mouvement. L'objectif de 47 est d'éliminer Arthur Edwards, alias Le Constant, antagoniste principal de la trilogie, stationné tout au bout du train. Cette mission clôt la trilogie. 

#### Cinématique finale: Nouvel accord (New Deal)
Après avoir traité la menace représentée par le Constant et quitté le train, on retrouve l'agent 47 quatre ans plus tard. Il rejoint son ancienne partenaire Diana, dans un chalet enneigé, à l'aide d'un traceur lié à son téléphone avant de s'apercevoir qu'elle n'est pas là physiquement. Finalement, après un dialogue téléphonique entre les deux personnages, le joueur comprend que 47 autant que Diana ont hâte de reprendre leurs activités et qu'ils ne vont pas tarder à reformer leur duo de choc.

### Mission annexe: Des Ombres dans l'Eau (Île Ambrose, Mer d'Andaman)
La mission supplémentaire « Des Ombres dans l'Eau » se déroule sur une île fictive, l'île Ambrose, située dans la mer d'Andaman, au sud de la Birmanie et à proximité du détroit de Malacca mais probablement en territoire indien. Chronologiquement, elle a lieu avant l'ensemble des niveaux d'Hitman 3 et avant le dernier niveau d'Hitman 2, « La Société de l'Arche », mais constitue un DLC gratuit au dernier jeu, ajouté le 26 juillet 2022. L'objectif est d'éliminer Noel Crest, ancien lieutenant de Lucas Grey, le client de l'ombre, responsable de la milice, ainsi que la pirate indienne Sinhi « Akka » Venthan.

## Système de jeu

### Généralités
Comme ses prédécesseurs, Hitman 3 est un jeu d’infiltration en vue à la troisième personne . Le joueur contrôle l'agent 47, tueur à gages affilié à l'ICA, agence de contrats, pour éliminer des cibles prédéfinies dans différentes cartes situées à Dubaï aux Émirats arabes unis, dans le Dartmoor en Angleterre, à Berlin en Allemagne, à Chongqing en Chine, à Mendoza en Argentine et dans les Carpates en Roumanie, qui sont composées de différentes zones auxquelles le joueur peut ou non avoir accès librement. Le jeu est basé sur des mécaniques d'infiltration mais aussi de tir à la troisième personne. Enfin, certains niveau incluent un système d'infiltration sociale.
Au début de chaque mission, un briefing plus ou moins long et développé est effectué, d'abord par l'agente de liaison de 47 Diana Burnwood, puis par Olivia Hall, experte informatique et alliée du héros. Le joueur a ensuite la possibilité ou non de choisir son équipement parmi de nombreux objets débloqués auparavant et son lieu d'apparition sur la carte.
Sur place, l'agent 47 doit éliminer chacune de ses cibles et éventuellement réussir un ou plusieurs objectifs supplémentaires, avant de trouver une sortie. Pour cela, le joueur peut se servir de son équipement, en collecter sur son chemin, se déguiser afin d'avoir accès à d'autres zones ou s'infiltrer, neutraliser des PNJ présents et suivre des intrigues qui mènent à des situations avantageuses pour éliminer ses cibles. Selon les choix et les compétences du joueur, l'approche peut être très discrète ou plus directe.
À l'issue de la mission, des défis divers,  sont débloqués et permettent au joueur d'acquérir de nouveaux équipements et de faire progresser son niveau de maîtrise de la carte. Un style de joueur ou rang et un nombre de points d'expérience lui est également attribué, en fonction des actions du joueur ; cela détermine le classement du joueur, le meilleur rang étant celui d'assassin silencieux en costume[réf. nécessaire].

### Modes secondaires
Le jeu inclut également plusieurs modes secondaires, et campagnes annexes, distribués gratuitement au fil du suivi du jeu par les développeurs, ou payants, sous forme de DLC.

#### Mode contrat
Ce mode permet à chaque membre de la communauté connecté à Internet de mettre en ligne, à disposition des autres joueurs une infinité de contrats. Ceux-ci se déroulent sur les cartes principales mais prévoient l'assassinat de cibles différentes, au choix du créateur du contrat.
```
Le créateur peut cibler tous les PNJ de la carte, et choisir ensuite ou non différentes restricttons comme imposer d'utiliser le même type d'arme ou le même déguisement, la même sortie
,
 
etc.
```

#### Cibles fugitives
Les cibles fugitives sont des nouvelles cibles, intégrées par les développeurs à une carte déjà existante pour une durée limitée. Leur particularité est qu'elle disparaissent et ne peuvent plus être assassinées dès lors que cette durée est terminée. De plus, un joueur qui échoue à les tuer une première fois, en mourant en mission par exemple, ne peut pas les retenter et elles sont donc perdues à jamais.Il s'agit donc d'un mode particulièrement exigeant.

#### Mode Sniper Assassin
Dans ce mode, le joueur n'est équipé que d'un fusil de précision, avec lequel il doit assassiner des cibles à distance uniquement, par accident ou non, au cours d'un évènement en temps limité.
Ce mode annexe payant, issu de Hitman 2, inclut 3 cartes : Himmelstein, un mariage en Autriche au cours duquel il faut se débarrasser de 3 cibles, Port de Hantu, où 3 cibles doivent là-aussi être tuées, cette fois dans un terminal portuaire de marchandises à Hong Kong et Sibérie, où deux cibles doivent être neutralisées, au cœur d'un complexe pénitentiaire russe. 

#### Mode Freelancer
Freelancer est un mode de jeu roguelike supplémentaire gratuit, ajouté le 26 janvier 2023 à Hitman 3.
Après la chute de l'ICA et l'élimination de Providence, 47 et son agente de liaison Diana Burnwood décident de former un duo d'assassins en freelance. Ils cherchent à éradiquer un réseau de syndicats du crime international en éliminant ses membres au cours d'une multitude de campagnes, qui opèrent sur les différentes cartes du jeu, et ce en réemployant les mêmes principes de jeu que dans le mode principal.
Le mode introduit toutefois certaines nouveautés : l'agent 47 a accès à une planque, d'où il planifie ses missions et qu'il peut personnaliser. De plus, l'équipement et les armes ne sont plus persistants, contrairement à la campagne principale, et chaque arme emportée est perdue si la mission échoue. Pour compenser, des vendeurs et des coffres à butins contenant de l'équipement sont disponibles directement sur la carte. Enfin, lors de la dernière mission de chaque campagne, la cible est inconnue au moment du briefing et c'est à 47 de la trouver parmi plusieurs suspects en se servant d'éléments distinctifs.

## Développement et suivi du contenu après la sortie
Hitman 3 est annoncé le 11 juin 2020 lors d'une conférence de Sony de présentation des jeux de la PlayStation 5. À cette occasion, du gameplay se déroulant à Dubaï est montré. La première cinématique est aussi dévoilée par IGN. 
Le jeu permettra d'importer les niveaux d'Hitman et d'Hitman 2 si le joueur les possède. Les niveaux du jeu, ainsi que ceux des précédents épisodes, seront jouables en réalité virtuelle avec le PlayStation VR. Hitman 3 est sorti le 20 janvier 2021.
La musique est composée par Niels Bye Nielsen, artiste danois ayant déjà travaillé sur la licence Hitman.
Le jeu est régulièrement amélioré depuis sa sortie en 2021, en suivant une feuille de route ou roadmap précise, dévoilée tous les quelques mois.
En 2021, IO Interactive dévoile son projet du nouveau mode Freelancer, prévu initialement pour le printemps 2022. Le mode subira finalement plusieurs reports. Le 4 octobre 2022, le studio annonce le report de la sortie de ce mode à janvier 2023. Par la même occasion, des tests techniques fermés et accessibles aux créateurs de contenu uniquement sont prévus pour le mois de novembre. En janvier 2023, Freelancer sort finalement.   
En juillet 2022, une nouvelle carte additionnelle comprenant une unique mission est ajoutée au jeu : l'île Ambrose, avec la mission « Des Ombres dans l'Eau ».
En janvier 2023, les développeurs annoncent se concentrer sur l'optimisation du nouveau mode Freelancer, mais promettent également l'arrivée de nouveaux contenus par la suite dans le jeu.

## Accueil
Hitman 3 reçoit à sa sortie un accueil critique « généralement favorable », obtenant 88/100 sur l'agrégateur de notes Metacritic.